# Zázrivské lazy
Zázrivské lazy je lokalita, patřící do soustavy chráněných území Natura 2000. Rozloha území je 2808,1 ha a nachází se v katastrálním území obce Zázrivá. Krajinu tvoří venkovská zemědělská oblast s roztroušenými obydlími. Kromě luk, lesů a pastvin se zde nacházejí i přechodná rašeliniště, prameniště a slatiny. 
Území je součástí NP Malá Fatra, který toto území spravuje. Do území Zázrivských lazů patří i Dubovské lúky a Bôrická mláka.
Mezi druhy evropského významu, nacházející se v Zázrivských lazech patří: zvoneček hrubokořenový, střevičník pantoflíček, tesařík alpský, kuňka žlutobřichá, čolek velký, čolek karpatský, netopýr velký, vlk obecný, rys ostrovid a vydra říční.